# José Joaquín Rojas
José Joaquín Rojas Gil (Cieza, 8 giugno 1985) è un ex ciclista su strada spagnolo, è stato professionista dal 2006 al 2023, due volte campione spagnolo nella prova in linea, ha caratteristiche di velocista.
È il fratello minore di Mariano Rojas, anch'egli ciclista, morto prematuramente nel 1996 per un incidente automobilistico.

## Carriera
Passato professionista nel 2006 con la Liberty Seguros-Würth di Manolo Saiz, con cui già aveva corso per alcuni mesi da stagista l'anno prima, nel 2007 si è trasferito alla Caisse d'Epargne, la squadra di Eusebio Unzué divenuta poi Movistar.
In carriera ha vinto tra le altre una tappa alla Volta Ciclista a Catalunya 2011 e una alla Vuelta al País Vasco 2012, oltre al titolo nazionale in linea nel 2011 e nel 2016. Ha inoltre partecipato alla corsa in linea dei Giochi olimpici di Londra 2012.

## Palmarès
- 2002 (Juniores)

Campionati spagnoli, Prova in linea Juniores:
4ª tappa Giro della Lunigiana (Colombiera di Castelnuovo Magra > Casano di Ortonovo)
- 2003 (Juniores)

Campionati spagnoli, Prova a cronometro Juniores
2ª tappa Vuelta Caja Cantabria al Besaya  (Ruiloba > Bostronizo)
3ª tappa, 2ª semitappa Vuelta Caja Cantabria al Besaya  (Cartes > Mercadal)
4ª tappa Vuelta Caja Cantabria al Besaya  (Los Corrales > Los Corrales)
Classifica generale Vuelta Caja Cantabria al Besaya
- 2004 (Würth-Liberty Seguros)

Ereñoko Udala Sari Nagusia
Classifica generale Vuelta a Valladolid
- 2005 (Würth-Liberty Seguros)

Insalus Saria
- 2007 (Caisse d'Epargne, una vittoria)

1ª tappa Vuelta a Murcia (San Pedro del Pinatar > Las Torres de Cotillas)
- 2008 (Caisse d'Epargne, una vittoria)

Trofeo Pollença
- 2009 (Caisse d'Epargne, una vittoria)

2ª tappa Tour de l'Ain (Trévoux > Oyonnax)
- 2011 (Movistar Team, tre vittorie)

Trofeo Deià
6ª tappa Volta Ciclista a Catalunya (Tarragona > Mollet del Vallès)
Campionati spagnoli, Prova in linea
- 2012 (Movistar Team, una vittoria)

1ª tappa Vuelta al Pais Vasco (Güeñes > Güeñes)
- 2014 (Movistar Team, una vittoria)

1ª tappa Vuelta a Castilla y Leon (Ciudad Rodrigo > Zamora)
- 2015 (Movistar Team, una vittoria)

1ª tappa Tour of Qatar (Dukhan > Sealine Beach Resort)
- 2016 (Movistar Team, una vittoria)

Campionati spagnoli, Prova in linea

### Altri successi
- 2003 (Juniores)

Classifica a punti Vuelta Caja Cantabria al Besaya
- 2005 (Würth-Liberty Seguros)

Classifica a punti Vuelta a Extremadura
- 2006 (Liberty Seguros-Würth)

Classifica scalatori Tirreno-Adriatico
- 2007 (Caisse d'Epargne)

Classifica a punti Tour de Pologne
- 2008 (Caisse d'Epargne)

Classifica giovani Tour Down Under
Classifica a punti Quattro giorni di Dunkerque
- 2009 (Caisse d'Epargne)

Classifica giovani Tour Down Under
- 2010 (Caisse d'Epargne)

Classifica a punti Quattro giorni di Dunkerque
- 2012 (Movistar Team)

1ª tappa Vuelta a España  (Pamplona, cronosquadre)
- 2014 (Movistar Team)

Classifica a punti Vuelta a Castilla y Leon

## Piazzamenti

### Grandi Giri
- Giro d'Italia

2007: ritirato (10ª tappa)
2016: 49º
2017: 50º
2019: 50º
2022: 69º
2023: 78º
- Tour de France

2009: 80º
2010: 65º
2011: 80º
2012: ritirato (3ª tappa)
2013: 79º
2014: squalificato (18ª tappa)
2018: ritirato (9ª tappa)
2020: 70º
- Vuelta a España

2012: ritirato (14ª tappa)
2015:  43º
2016: ritirato (20ª tappa)
2017: 22º
2019: 30º
2020: 32º
2021: 56º
2022: 47º

### Classiche monumento
- Milano-Sanremo

2006: 99º
2008: 34º
2009: 68º
2010: 39º
2011: 14º
2013: 25º
2014: ritirato
2015: 81º
- Giro delle Fiandre

2006: 85º
2007: ritirato
2008: ritirato
2009: ritirato
2010: 37º
2011: 18º
2013: ritirato
2015: 34º
- Parigi-Roubaix

2006: ritirato
2007: 26º
2008: 55º
2009: ritirato
2010: ritirato
2011: ritirato
2013: 59º
2015: ritirato
- Liegi-Bastogne-Liegi

2007: ritirato
2008: 63º
2011: 56º
2012: squalificato
2015: 75º
2017: 59º
2018: 64º
2023: ritirato
- Giro di Lombardia

2006: ritirato
2015: 24º
2018: ritirato
2021: 52º
2022: 68º

### Competizioni mondiali
- Campionati del mondo

Zolder 2002 - In linea Juniores: 90º
Hamilton 2003 - Cronometro Juniores: 23º
Hamilton 2003 - In linea Juniores: 4º
Verona 2004 - In linea Under-23: 47º
Madrid 2005 - In linea Under-23: 33º
Copenaghen 2011 - In linea Elite: 61º
Bergen 2017 - In linea Elite: 58º
Yorkshire 2019 - In linea Elite: ritirato
- Giochi olimpici

Londra 2012 - In linea: 44º

### Competizioni europee
- Campionati europei

Herning 2017 - In linea Elite: 17°